# Kathedrale von Badajoz

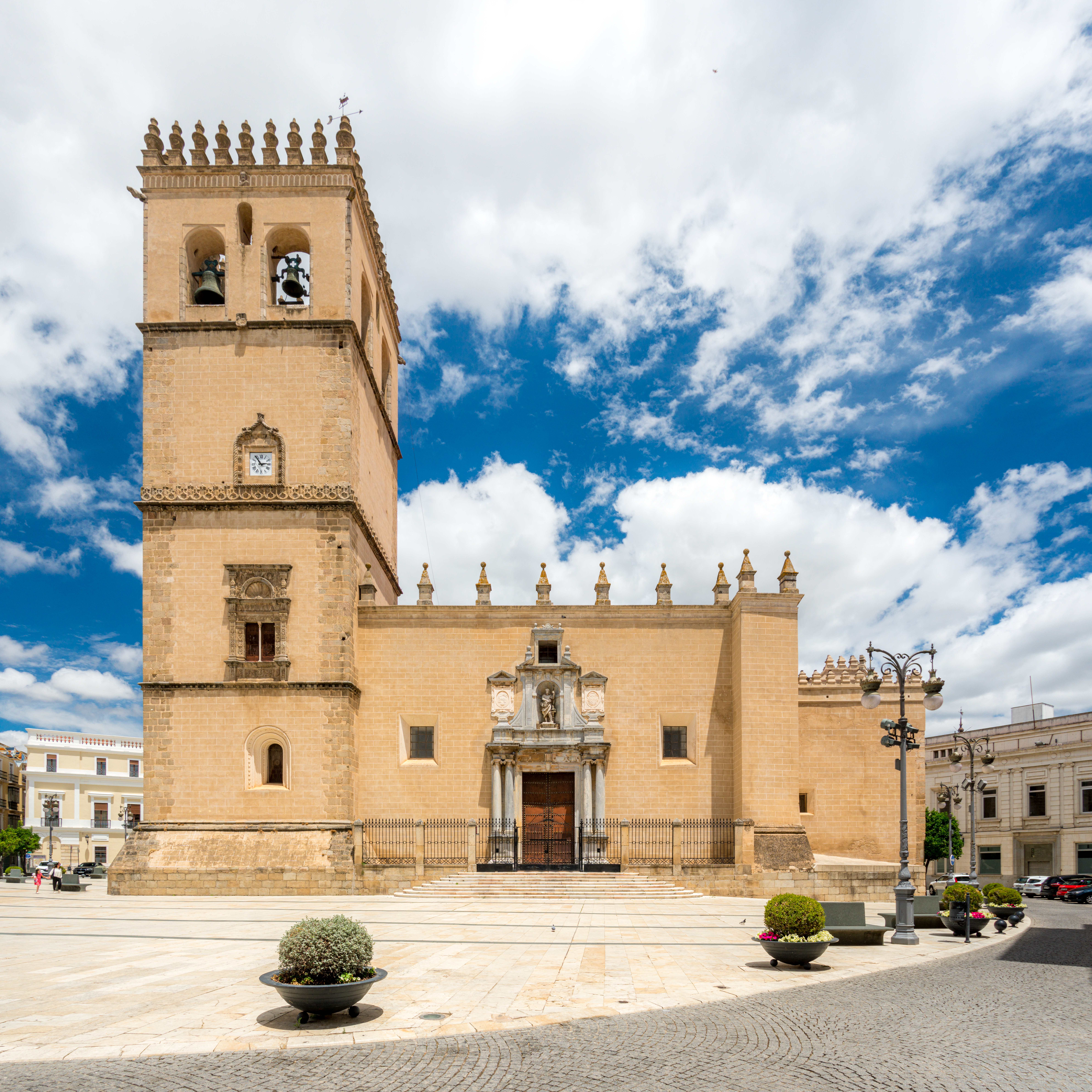
Kathedrale von Badajoz

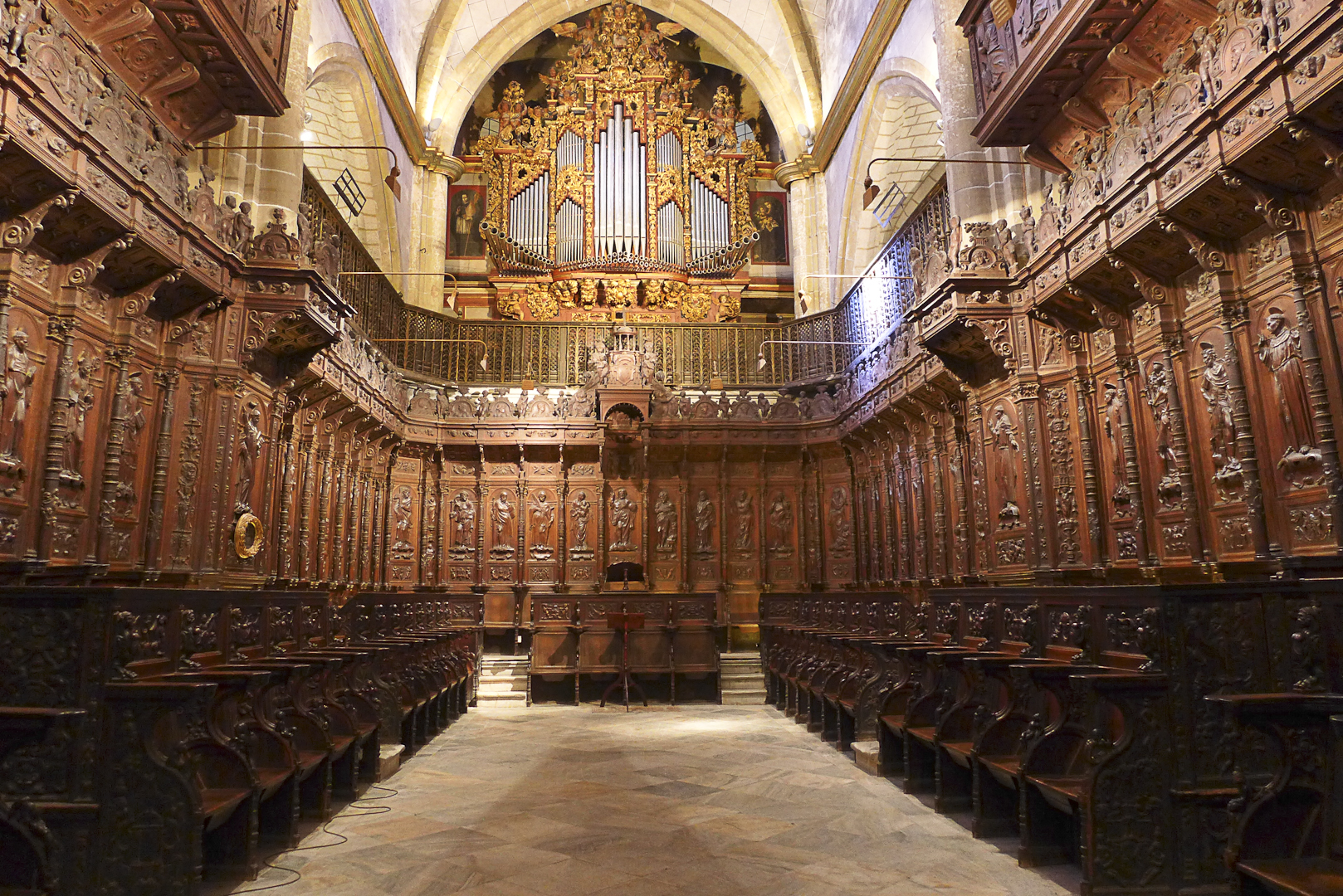
Binnenchor (coro) und Chorgestühl (sillería)

Die unter dem Patrozinium Johannes des Täufers (spanisch San Juan Bautista) stehende Kathedrale von Badajoz, Spanien, ist – zusammen mit der Konkathedrale von Mérida – Sitz des Erzbistums Mérida-Badajoz. Im Jahr 1931 wurde der Kirchenbau als Kulturgut (Bien de Interés Cultural) eingestuft.

## Geschichte
Nach der Rückeroberung (reconquista) der spanisch-portugiesischen Grenzstadt durch die Truppen König Alfons IX. von León im Jahr 1230 wurde der Franziskanermönch Fray Pedro Pérez zum Bischof ernannt; die Moschee in der Festung (alcazaba) diente als erste Kathedrale. Um die Mitte des 13. Jahrhunderts begann man mit dem Neubau einer Bischofskirche in der Stadtmitte an der Stelle einer ehemals westgotischen Kirche; obwohl die bis ins 18. Jahrhundert hinziehenden Bauarbeiten noch längst nicht abgeschlossen waren, wurde sie bereits im Jahr 1276 geweiht.

## Architektur
Auffälligster Bauteil der Kirche ist der ca. 31 m hohe Glockenturm (campanario), dessen exakt behauene Ecksteine die aus Bruchsteinen (mampostería) bestehenden Füllungen des Mauerwerks stabilisieren. Im Erdgeschoss befindet sich ein romanisch anmutendes Rundbogenfenster; die beiden darüber befindlichen Fenster zeigen jedoch eine deutliche Renaissance-Ornamentik. Das ganz oben befindliche Glockengeschoss schließt mit einem Zinnenkranz. Die Kathedrale hat insgesamt drei Portale aus dem 16./17. Jahrhundert.
Das Innere der dreischiffigen und ca. 70 m langen und 40 m breiten Kirche ist durch einen Binnenchor (coro) verstellt; unterhalb des Chors befindet sich eine Krypta.

## Ausstattung
Im Binnenchor befindet sich ein reich beschnitztes Chorgestühl aus dem 16. Jahrhundert; seine Außenwand trägt die Orgel. Der spätbarocke Hauptaltar stammt aus den Jahren 1715 bis 1717.